# Кауфбойрен
Кауфбойрен (нім. Kaufbeuren) — місто земельного підпорядкування в Німеччині, розташоване у федеральній землі Баварія.
Місто підпорядковане адміністративному округу Швабія. Населення становить 41 843 людини (на 31 грудня 2010 року). Займає площу 40,02 км ². Офіційний код — 09 7 62 000.
Місто поділяється на 5 міських районів:
1. Кауфбойрен (Kaufbeuren)
2. Нойгаблонц (Neugablonz)
3. Хакен (Haken)
4. Обербойрен (Oberbeuren)
5. Хіршцель (Hirschzell)

## Уроженці Кауфбойрена
- Марія Кресценія Гесс
- Ганс-Магнус Енценсбергер